# 能満寺 (川越市)
能満寺（のうまんじ）は、埼玉県川越市にある真言宗智山派の寺院。

## 歴史
創建年代は不明であるが、頼宥によって開山された。
1927年（昭和2年）の火災により、従来の堂宇が焼失した。まもなく小規模な堂宇が再建された。そして1977年（昭和52年）に本格的な堂宇が再建された。

## 交通アクセス
- 霞ヶ関駅より徒歩24分。